# Кордильера-де-Таламанка
Кордильера-де-Таламанка (исп. Cordillera de Talamanca) — горный хребет в Центральной Америке.
Кордильера-де-Таламанка — водораздельный хребет, тянется на 160 км от района Сан-Хосе в Центральной долине до западной Панамы. Сложен в основном интрузивными породами, прикрытыми сверху осадочными. Глубоко расчленён долинами рек.
Высшая точка — Чиррипо (3819 м), это также и высшая точка Коста-Рики. На территории Панамы в Таламанке находится вулкан Бару — высшая точка Панамы. Другая известная вершина — Серро-де-ла-Муэрте, популярная среди любителей хайкинга.
Склоны гор покрыты Таламанкскими лесами — горными дождевыми лесами, произрастающими до высоты 3000 м над уровнем моря. Около 50 % видов птиц Таламанки — эндемики хребта. Некоторые территории хребта практически неисследованы человеком. Для охраны леса на территории Коста-Рики в 1975 году образован национальный парк Чиррипо, а на границе обеих государств — Ла-Амистад, включенный в список Всемирного наследия ЮНЕСКО.

## Галерея

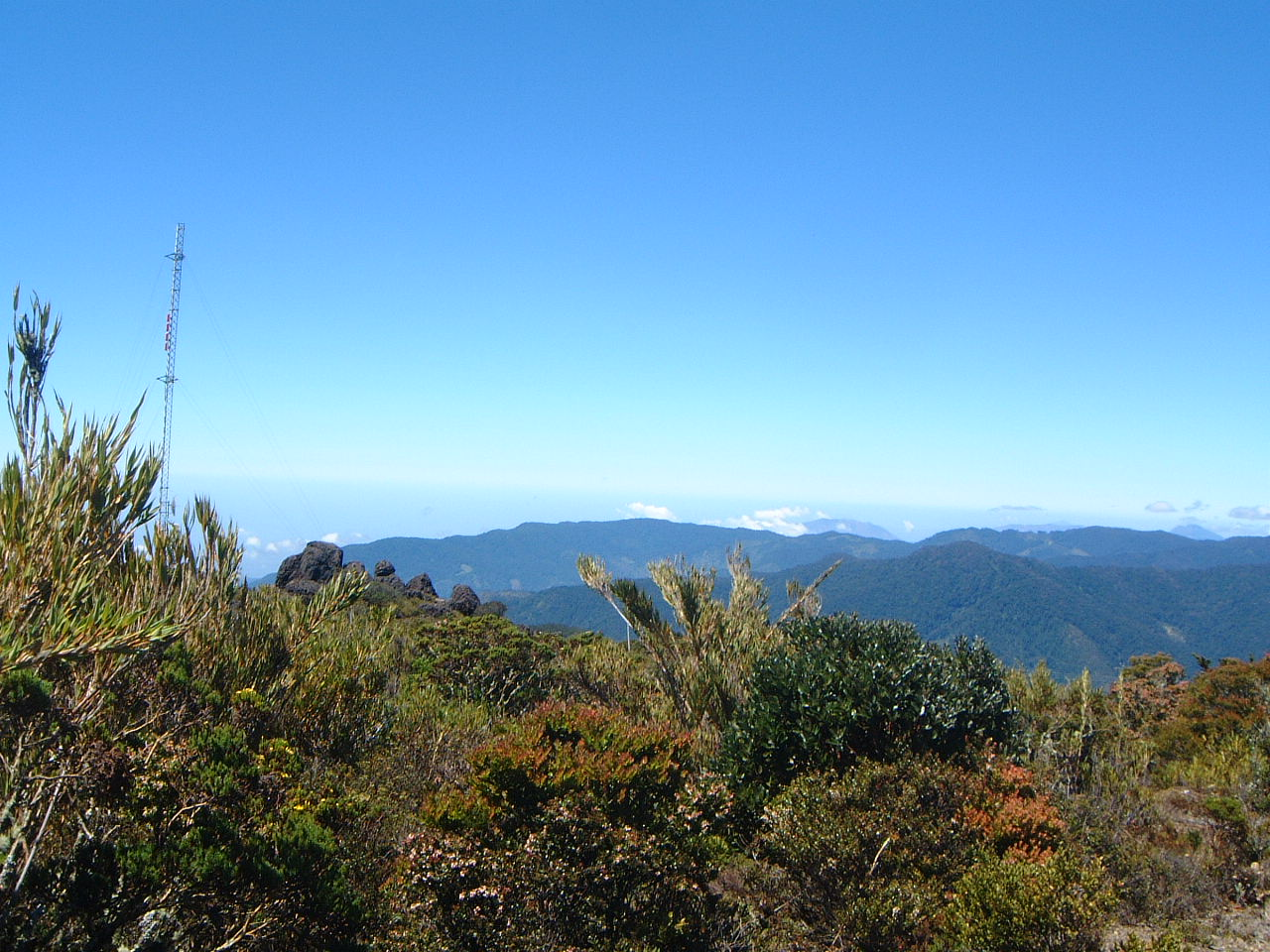
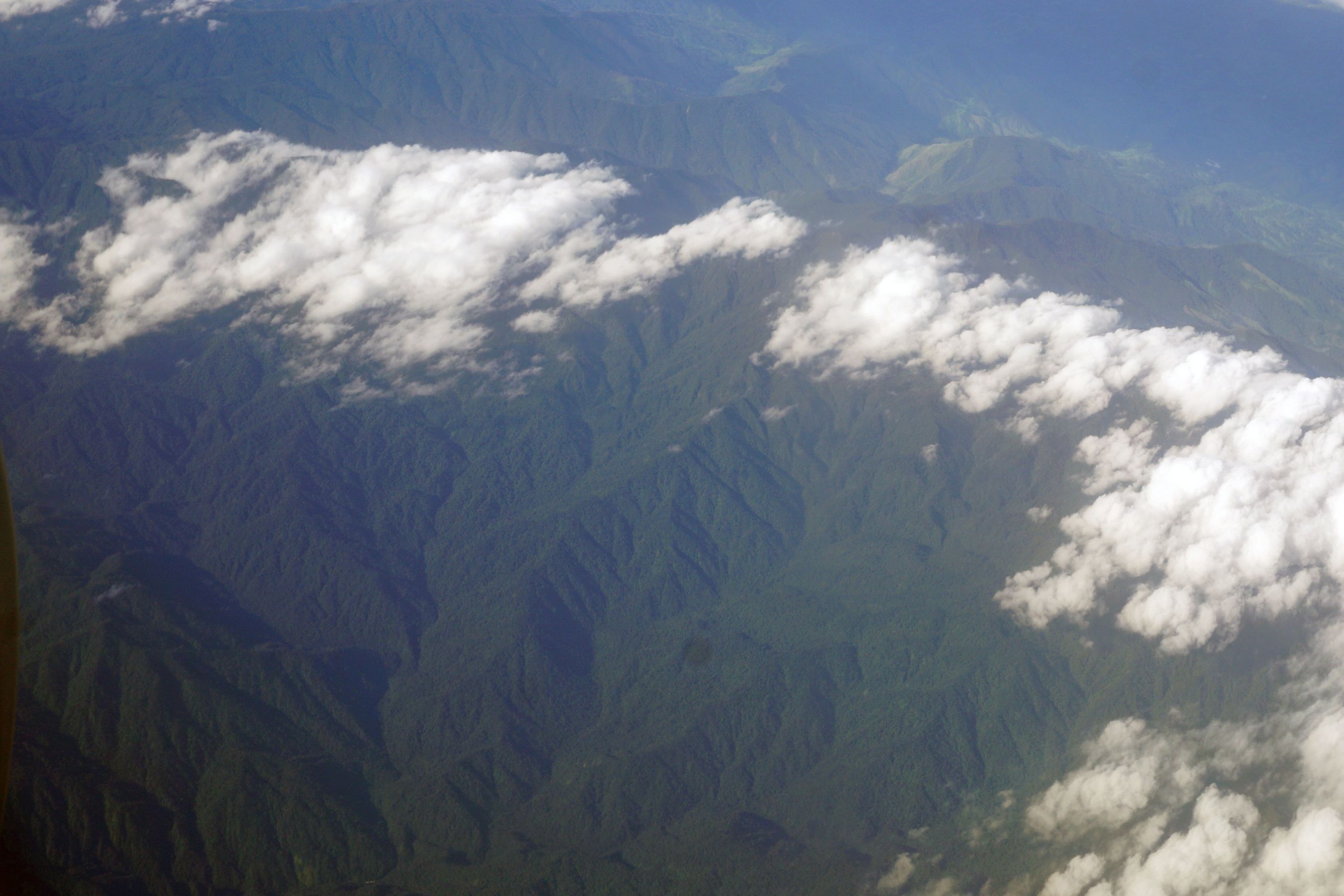
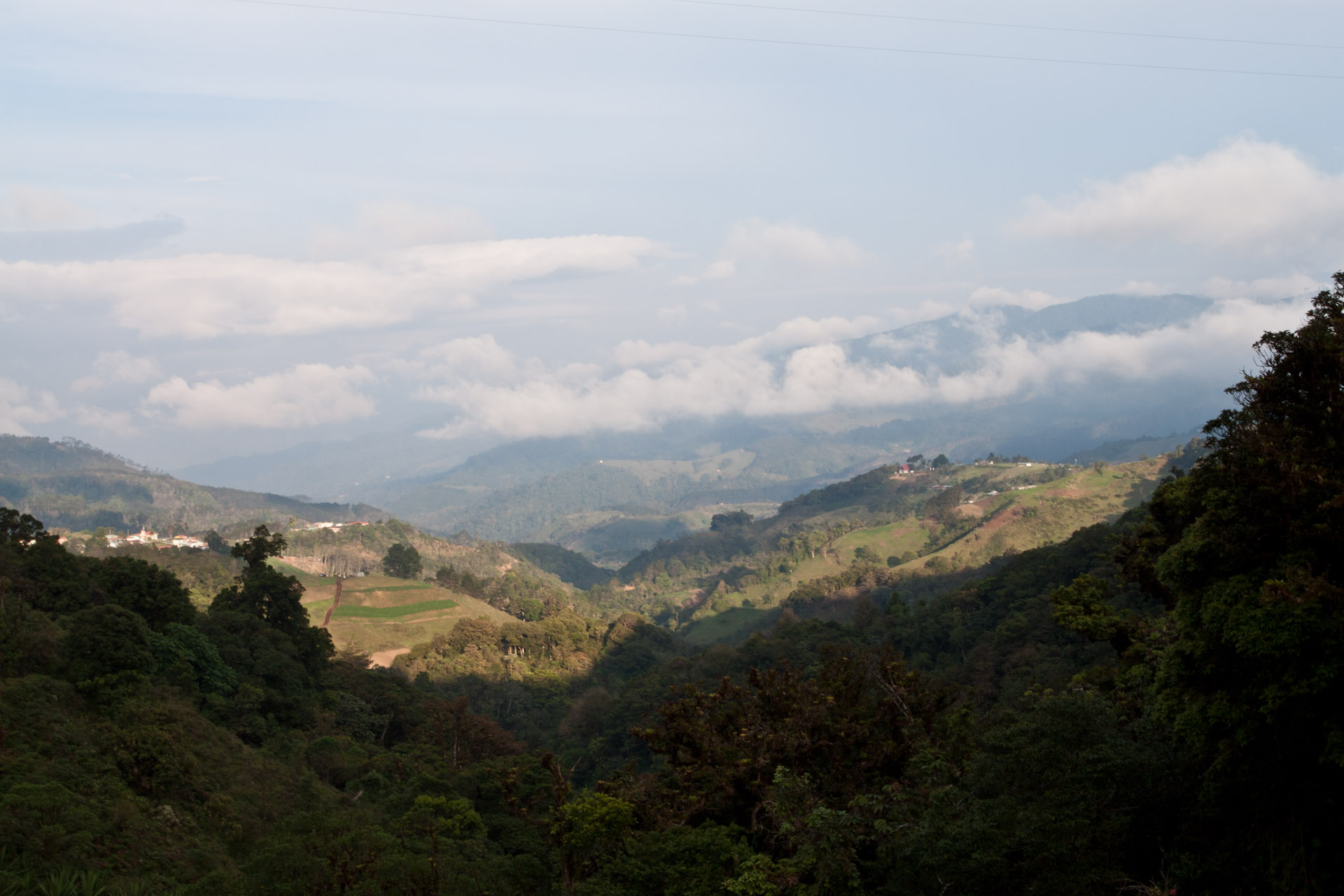
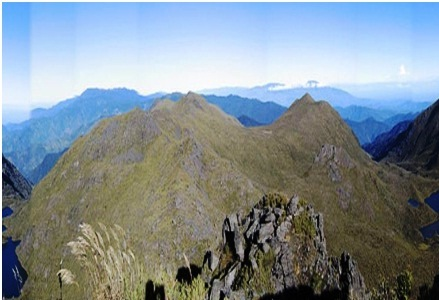